# Siemens Industrial Turbomachinery AB
Siemens Industrial Turbomachinery AB (SIT AB) heter sedan 2020 Siemens Energy AB och har sitt huvudkontor i Finspång i Östergötland där de tillverkar och servar gasturbiner och andra energiprodukter. Företaget har drygt 2600 anställda i Finspång, ett hundratal i Trollhättan och sedan 2020 ytterligare ett hundratal på ytterligare sex orter. SIT AB tillhörde Siemenskonceren, som 2003 köpte verksamheten (då Alstom Power Sweden AB) från Alstom. Namnbytet till Siemens Energy AB skedde i och med att Siemens knoppade av energiverksamheten till det nybildade det separata bolaget Siemens Energy AG som sedan 2021 är registrerat på Frankfurt-börsen. 

## Historia
Företaget har tidigare haft namnen:
1. STAL
2. STAL-LAVAL Turbin AB
3. ASEA Stal
4. ABB Stal AB
5. ABB Alstom Power
6. Alstom Power